# Intelsat 24
Az Intelsat 24, korábban Amos–1 (Affordable Modular Optimized Satellite) izraeli első generációs kereskedelmi távközlési műhold, Izrael első távközlési műholdja.

## Küldetése
Feladata Izrael, a Közel-Kelet és Közép-Európa távközlési igényének kiszolgálása. 2009-ben eladták az Intelsat SA szolgáltatónak.

## Jellemzői
Gyártotta az Israel Aerospace Industries Ltd. (IAI), támogatta a Daimler -Benz Aerospace GmbH (DASA) (Németország) és az Alcatel Espace (Franciaország). Üzemeltette a Space Communications (Spacecom) Ltd. 2009-től üzemelteti az Intelsat SA (Luxemburg). Társműholdja a Palapa–C2 (Indonézia).
Megnevezései: Intelsat 24 (International Telecommunication Satellite); IS-24 (Intelsat 24); 1 עמוס; COSPAR: 1996-030B; SATCAT kódja: 23865.
1996. május 16-án a Guyana Űrközpontból, az ELA–2  jelű indítóállványról egy Ariane–4 (4L H10-3) hordozórakétával állították magas Föld körüli pályára. Az orbitális pályája eredetileg 1436,07 perces, 4 fokos inklinációjú geoszinkron pálya; perigeuma 35 772 kilométer, az apogeuma 35 800 kilométer, az Intelsat később keletebbre helyezte át.
Három tengelyesen stabilizált (Nap-Föld érzékeny) űreszköz. Teste prizma alakú, mérete 2 × 2 × 1,5 méter, tömege felszálláskor 961, pályamagasságban 580 kilogramm. Az űreszközhöz napelemeket rögzítettek (1380 watt), éjszakai (földárnyék) energia ellátását nikkel-kadmium akkumulátorok (24Ah) biztosították. A stabilitás és a pályaelemek megtartása érdekében (450 kilogramm monometil hidrazin és MON–3) gázfúvókákkal van felszerelve. Szolgálati idejét 12 évre tervezték. Telemetriai szolgáltatását antennák segítik. Információ lejátszó KU-sávos, 7 + 2 (tartalék) transzponder biztosította Izrael lefedettségét. Távközlési berendezései közvetlen digitális rádió- és internet átviteli szolgáltatást, tömörített televíziós műsorszórást és más kommunikációs szolgáltatásokat tesznek lehetővé. Eredetileg ugyanazzal az antennával volt vehető, mint az Amos–2 szolgáltatása.